# Italo Tavolato
Italo Tavolato (Trieste, 21 febbraio 1889 – Roma, 12 gennaio 1963) è stato uno scrittore italiano.
Fu esponente del Futurismo italiano.

## Biografia
Collaborò con la rivista Lacerba di Papini e Soffici, e nel 1913 vi pubblicò Immoralismi, Glossa sopra il manifesto futurista della Lussuria e L'elogio della prostituzione. Per quest'ultimo articolo fu condannato per oltraggio al pudore.. 
Subito dopo pubblicò per Gonnelli il volume Contro la morale sessuale.
Collaborò anche con La Voce.
Tra il 1915 e il 1918 Tavolato si recò spesso a Capri dove pubblicò l'unico numero della rivista "E- ros". Avvicinatosi subito al nascente fascismo, negli anni '30 sarà agente della polizia politica del regime. È stato corrispondente romano della rivista italo-tedesca Berlin Rom Tokio.
Nel 1986, ispirandosi alla sua vicenda, Sebastiano Vassalli pubblicò per Einaudi il romanzo storico L'alcova elettrica.

## Opere principali
- Italo Tavolato, Contro la morale sessuale, Firenze, Gonnelli, 1913.
- Italo Tavolato, Elogio della prostituzione, in Anna K. Valerio (a cura di), Bestemmia contro la democrazia, Padova, Edizioni di Ar, 2009.